# 四ヨウ化ゲルマニウム
四ヨウ化ゲルマニウム(Germanium(IV) iodide)は、化学式GeI4の化合物である。

## 製法
ゲルマニウムとヨウ素の反応か、二酸化ゲルマニウムと57%ヨウ化水素酸の反応で得られる。
GeO
2 + 4 HI  →  GeI
4 + 2 H
2O

## 化学的性質
四ヨウ化ゲルマニウムは、250℃でテトラアルキルスズと反応して、R2SnI2及びR2GeI2 (R= Et, Bu, Ph)を生成する。ゲルマニウム及び硫黄と高温で反応して、赤色のGeSI2及び橙色のGe2S3I2を生成する。イオン液体([BMIm]Cl/AlCl3)中、130℃でノナカルボニル二鉄と反応して、Ge12[Fe(CO)3]8I4を得る。
12 GeI
4 + 15 Fe
2(CO)
9  →  Ge
12[Fe(CO)
3]
8I
4 + 22 FeI
2 + 111 CO↑

## 物理的性質
橙色から赤色の結晶性固体で、水中で加水分解する。二硫化炭素及びベンゼンに可溶であるが、四塩化炭素及びクロロホルムには難溶である。融点を超えると、二ヨウ化ゲルマニウムとヨウ素に分解し始める。立方晶系に結晶化し、空間群はPa3、格子定数はa = 11.89 Åである。結晶構造は、四面体状のGeI4分子から構成される。